# Савонья
Савонья (итал. Savogna) —  коммуна в Италии, располагается в регионе Фриули-Венеция-Джулия, в провинции Удине.
Население составляет 535 человек (2008 г.), плотность населения составляет 24 чел./км². Занимает площадь 22 км². Почтовый индекс — 33040. Телефонный код — 0432.
Покровителями города почитаются святые Гермагор и Фортунат, празднование 12 июля.

## Демография
Динамика населения:

## Администрация коммуны
- Официальный сайт: http://www.comune.savogna.ud.it